# ReGenesis
ReGenesis – kanadyjski serial telewizyjny wyprodukowany przez The Movie Network i Movie Central. Serial jest historią naukowców z fikcyjnej NorBAC (The North American Biotechnology Advisory Commision) z laboratorium w Toronto. Organizacja NorBAC działa na terenach Północnej Ameryki (Kanada, Stany Zjednoczone, Meksyk)
Serial skupia przede wszystkim się na osobie Davida Sandströma (granego przez Petera Outerbridge'a) dyrektora NorBAC oraz pracy jego kolegów w laboratorium.